# Deewana
Deewana è un film indiano del 1992 diretto da Raj Kanwar.